# 24 Xmas time
24 Xmas time是日本歌手倉木麻衣的第30張單曲，標題曲的鈴聲下載與全曲下載分別在2008年11月1日與8日率先開放，其後在同月26日由Being旗下的NORTHERN MUSIC正式發行。歌曲由All The Rage作曲，並由倉木本人填詞，而嘻哈歌手KEN-RYW則加入饒舌部分。這是一首帶有嘻哈元素的J-Pop聖誕歌曲，歌詞唱出女生對於約定的重要時刻即將到臨的興奮期待心情，並在編曲特意加入了鐘聲和鈴鐺聲以製作出聖誕氣氛濃厚的形象。
歌曲的音樂錄影帶包括夜店人群的場景，並穿插著倉木在不同場景唱歌以及和舞者打扮外型的場面，而客席歌手KEN-RYW亦在錄影帶中出鏡。歌曲在發行前後獲得音樂評論家的正面評價，包括讚賞倉木與饒舌歌手合作的有趣組合。24 Xmas time發行首週空降Oricon公信榜第7位，讓倉木從出道起連續打進週榜單前10位的單曲紀錄延續至第30作，並最高登上日本《告示牌》百強單曲榜第7位。
倉木在24 Xmas time發行前後多次現場演歌曲，包括在演唱會「Mai Kuraki Live Tour 2008 "touch Me!"」、「10th Anniversary Mai Kuraki Live Tour 2009 "BEST"」與「Mai Kuraki Live Project 2018 "Red it be ～想念你 春夏秋冬～"」。她也分別在台灣的音樂慈善活動以及香港的apm單曲簽唱會上演唱歌曲。

## 背景與詞曲
倉木麻衣在踏入2008年製作音樂期間便希望推出一首聖誕歌曲，由於她過往唱過不少以寧靜聖夜為主題的抒情曲，因此希望這次的歌曲主題更加真實與興奮。倉木在聽到24 Xmas time的樣本時便認為它從開頭到副歌的旋律部分感覺成熟，是一首同時帶有悲傷而適合跳舞的歌曲，因此好奇假如為歌曲填上歌詞的話會有甚麼效果，而決定挑選這首歌曲。
24 Xmas time是一首J-Pop聖誕歌曲，並帶有嘻哈的元素。這是一首唱出女生對於約定的重要時刻即將到臨的興奮期待心情的歡快歌曲，編曲特意加入了鐘聲和鈴鐺聲以製作出聖誕氣氛濃厚的形象。歌曲的歌詞使用比以往更加現實的語言和對話語氣創作，包括加入「性感」與「法式美甲」等感覺成熟的歌詞。歌曲也加入嘻哈歌手KEN-RYW的饒舌段落，從男性視線唱出對於聖誕節的期待心情，拓展了歌曲的寬度。

## 發行
24 Xmas time的標題曲於2008年11月1日在日本BEING GIZA STUDIO與music.jp率先開放鈴聲下載，並於一週後在music.jp開放全曲下載。在正式發行三天前，參與台灣歌迷限定演唱會「Mai Kuraki Fan Event in Taiwan 2008」的人均能在2008年11月23日當天優先購買實體單曲的台灣限定版。2008年11月26日，實體單曲在日本與台灣兩地同時發行。單曲的日本版分為「首批限定版」與「普通版」兩版本，前者附贈收錄標題曲音樂錄影帶的DVD，後者則附贈標題曲的重混版，而台灣限定版的收錄曲目與日本普通版一樣。24 Xmas time與其c/w曲亦在同日於日本全面開放線上下載。

## 反響
24 Xmas time在發行前後獲得音樂評論家的正面評價。《CD Journal》的編輯讚賞歌曲柔軟而溫暖的聲音，配合著最具倉木個性而有如輕聲細語般的唱法，感覺非常惬意。他亦認為新晉嘻哈歌手KEN-RYW加入的饒舌部分也產生優良的效果。JBSGROOVE的編輯讚賞24 Xmas time是一首充滿旋味的聖誕歌，並認為一向與饒舌歌手交集不多的倉木此次迎來KEN-RYW客席演唱，形成非常有趣的合作。
在Oricon公信榜，24 Xmas time於發行首週以超過2.1萬張銷量空降週榜單第7位，讓倉木從出道起連續打進週榜單前10位的單曲紀錄延續至第30作。單曲其後打進12月的月榜單第25位，累積銷量超過2.6萬張，比起前作下滑約3,000張。在日本《告示牌》，24 Xmas time最高登上百強單曲榜第7位、最佳單曲銷售榜第6位、熱門電台播放榜第17位，以及成人當代電台榜第67位。

## 音樂錄影帶
24 Xmas time的音樂錄影帶以夜店人群的場景開始，其後分別穿插著在綠色牆壁前的倉木前，以及在佈滿的士高球的白色佈景前的倉木兩個場面。在前一個場面中，倉木身穿桃紅襯衫與西裝背心，在一眾舞者前拿著握著麥克風支架演唱，並與其他伴舞一同挑選服裝和化妝打扮。在後一個場面中，倉木身穿搭配薄紗的黑底圓點背心，並在的士高球的包圍下唱著歌曲。錄影帶亦穿插著結合夜店與舞者跳舞和打扮的場景，以及客席歌手KEN-RYW在夜店打碟與饒舌的場面，最後則以有如開頭般的夜店人群場景結束。錄影帶分別收錄在24 Xmas time的首批限定版，以及精選輯《Mai Kuraki Single Collection ～Chance for you～》的首批限定版附送的DVD。

## 現場表演
倉木麻衣在24 Xmas time發售前於2008年10月至12月舉行的全國巡迴演唱會「Mai Kuraki Live Tour 2008 "touch Me!"」上率先現場演唱歌曲。11月8日，她在東京都台場舉行的記憶樹點燈式上進行特別現場演出，一共演唱了NEVER GONNA GIVE YOU UP、24 Xmas time、All I want、Love, Day After Tomorrow與BE WITH Ü五首歌曲。翌日，她在日本環球影城舉行的活動「FM OSAKA Presents 倉木麻衣 Xmas time in Universal Studios Japan®」上演唱了24 Xmas time與All I want等七首歌曲。她在同月22日出席台灣的音樂慈善活動，與台風受災的台北宜蘭利澤國小管樂團合作表演always，以及演唱了24 Xmas time。翌日，她在台灣舉行的歌迷限定演唱會「Mai Kuraki Fan Event in Taiwan 2008」演唱了24 Xmas time等共十多首歌曲。同年聖誕節，倉木在香港apm舉行單曲的簽唱會，演唱了24 Xmas time、All I want與Secret of my heart三首歌曲。她亦在同年除夕夜舉行的日本跨年演唱會「Mai-K COUNTDOWN LIVE 2009 LUCKY COUNT 10」演唱了歌曲。倉木其後也分別在2009年舉行的亞洲巡迴演唱會「10th Anniversary Mai Kuraki Live Tour 2009 "BEST"」12月場次、2018年舉行的巡迴演唱會「Mai Kuraki Live Project 2018 "Red it be ～想念你 春夏秋冬～"」冬季場次，以及2020年12月舉行的出道紀念線上演唱會「Mai Channel♡Mai.K Debut Anniversary Event」演唱了24 Xmas time。

## 歌曲列表
| 線上下載 | 線上下載     | 線上下載 |
| 曲序     | 曲目         | 时长     |
| -------- | ------------ | -------- |
| 1.       | 24 Xmas time | 4:16     |
| 2.       | All I want   | 5:01     |
| 总时长： | 总时长：     | 9:17     |

| CD（首批限定版） | CD（首批限定版）       | CD（首批限定版） |
| 曲序             | 曲目                   | 时长             |
| ---------------- | ---------------------- | ---------------- |
| 3.               | 24 Xmas time（純音樂） | 4:16             |
| 4.               | All I want（純音樂）   | 4:58             |
| 总时长：         | 总时长：               | 18:32            |

| CD（普通版、台灣限定版） | CD（普通版、台灣限定版） | CD（普通版、台灣限定版） |
| 曲序                     | 曲目                     | 时长                     |
| ------------------------ | ------------------------ | ------------------------ |
| 3.                       | 24 Xmas time（重混版）   | 5:37                     |
| 4.                       | 24 Xmas time（純音樂）   | 4:16                     |
| 5.                       | All I want（純音樂）     | 4:58                     |
| 总时长：                 | 总时长：                 | 24:10                    |

| DVD（首批限定版附贈） | DVD（首批限定版附贈）      |
| 曲序                  | 曲目                       |
| --------------------- | -------------------------- |
| 1.                    | 24 Xmas time（音樂錄影帶） |

## 製作名單
資料來自24 Xmas time單曲內頁。

| 24 Xmas time - 倉木麻衣 － 填詞 - All The Rage － 作曲、編曲 - JJ － 編曲 - 卡洛斯·H － 編曲 - KEN-RYW － 饒舌 | All I want - 倉木麻衣 － 填詞 - 劉海俊 － 作曲、編曲 - 池田大介 － 編曲 |

## 商業搭配
| 年份   | 搭配項目                                  | 來源   |
| ------ | ----------------------------------------- | ------ |
| 2008年 | TBS電視台綜藝節目《戀愛觀察室》11月片尾曲 | [ 32 ] |
| 2008年 | music.jp廣告歌曲                          | [ 32 ] |
| 2008年 | 台場記憶樹形象歌曲                        | [ 32 ] |

## 榜單排行
| 榜單（2008年）                     | 最高 位置 |
| ---------------------------------- | --------- |
| 日本（Oricon公信榜單曲日榜單）     | 5         |
| 日本（Oricon公信榜單曲週榜單）     | 7         |
| 日本（《告示牌》日本百強單曲週榜） | 7         |
| 日本（《告示牌》最佳單曲銷售週榜） | 6         |
| 日本（《告示牌》熱門電台播放週榜） | 17        |
| 日本（《告示牌》成人當代電台週榜） | 67        |
| 日本（Oricon公信榜單曲月榜單）     | 25        |

## 發行歷史
| 地區 | 日期           | 形式                       | 廠牌                 | 來源  |
| ---- | -------------- | -------------------------- | -------------------- | ----- |
| 日本 | 2008年11月1日  | 線上下載（標題曲鈴聲下載） | NORTHERN MUSIC Being | [ 5 ] |
| 日本 | 2008年11月8日  | 線上下載（標題曲全曲下載） | NORTHERN MUSIC Being | [ 5 ] |
| 日本 | 2008年11月26日 | 線上下載                   | NORTHERN MUSIC Being | [ 8 ] |
| 日本 | 2008年11月26日 | CD CD+ DVD                 | NORTHERN MUSIC Being | [ 7 ] |
| 台灣 | 2008年11月26日 | CD                         | SK Being             | [ 7 ] |

## 資料來源
1. 1 2 3 4 5  . Music Freak Magazine.   [2022-11-08]. （原始内容存档于2022-12-18） （日语）.
2. ↑  . Tower Records.   [2022-11-08]. （原始内容存档于2022-12-18） （日语）.
3. 1 2 3  . CD Journal.   [2022-11-08]. （原始内容存档于2022-12-18）.
4. ↑  . 音楽ナタリー. 2008-10-17  [2022-11-08]. （原始内容存档于2022-12-21）.
5. 1 2  . .   [2021-12-11]. （原始内容存档于2008-12-09） （日语）.
6. 1 2  . 自由時報. 2008-11-09  [2022-11-08]. （原始内容存档于2022-12-18） （中文（臺灣））.
7. 1 2 3 4  . 倉木麻衣 中文官方網站.   [2021-12-11]. （原始内容存档于2008-12-25） （中文（臺灣））.
8. 1 2  . Apple Music (Japan). 日本. 2008-11-26  [2022-02-28]. （原始内容存档于2022-12-21）.
9. ↑  . JBSGROOVE. 2008-11-29  [2022-11-08]. （原始内容存档于2022-12-18） （日语）.
10. 1 2  . Oricon.   [2022-12-08]. （原始内容存档于2008-12-03） （日语）.
11. ↑  . Oricon.   [2022-12-08]. （原始内容存档于2008-12-05） （日语）.
12. 1 2  . Oricon.   [2022-12-08]. （原始内容存档于2009-01-31） （日语）.
13. ↑  . 年代流行.   [2022-12-08]. （原始内容存档于2016-10-26） （日语）.
14. 1 2  . Billboard JAPAN. 2008-12-03  [2021-12-30]. （原始内容存档于2022-12-18） （日语）.
15. 1 2  . Billboard JAPAN. 2008-12-08  [2021-12-30]. （原始内容存档于2022-12-18） （日语）.
16. 1 2  . Billboard JAPAN.   [2022-01-08]. （原始内容存档于2008-12-06）.
17. 1 2  . Billboard JAPAN. 2008-12-215  [2021-12-30]. （原始内容存档于2022-12-18） （日语）.
18. ↑  . Tower Records. 2019-10-28  [2021-01-17]. （原始内容存档于2019-10-28） （日语）.
19. ↑  . Livefans.   [2022-11-08]. （原始内容存档于2022-12-18） （日语）.
20. ↑  . Livefans.   [2022-11-08]. （原始内容存档于2022-12-21） （日语）.
21. ↑  . 音楽ナタリー. 2008-10-07  [2022-11-08]. （原始内容存档于2022-12-21） （日语）.
22. ↑  . Livedoor. 2008-11-09  [2022-11-08]. （原始内容存档于2022-12-18） （日语）.
23. ↑  . Livefans.   [2022-11-08]. （原始内容存档于2022-12-21） （日语）.
24. ↑  . 新浪音樂. 2008-11-23  [2022-11-08]. （原始内容存档于2022-12-18） （中文（中国大陆））.
25. ↑  . 搜狐音樂. 2008-11-23  [2022-11-08]. （原始内容存档于2022-12-18） （中文（中国大陆））.
26. ↑  . Barks. 2008-12-29  [2022-11-08]. （原始内容存档于2022-12-18） （日语）.
27. ↑  . Livefans.   [2022-11-08]. （原始内容存档于2022-12-18） （日语）.
28. ↑  . Livefans.   [2022-11-08]. （原始内容存档于2022-12-18） （日语）.
29. ↑  . Tower Records.   [2022-11-08]. （原始内容存档于2022-12-18） （日语）.
30. ↑  . Livefans.   [2022-11-08]. （原始内容存档于2022-06-04） （日语）.
31. ↑   (單曲內頁). 倉木麻衣. NORTHERN MUSIC／Being. 2008-11-26.
32. ↑  . Oricon. 2008-12-03  [2022-12-08]. （原始内容存档于2008-12-05） （日语）.
33. ↑  . 価格.com.   [2022-11-08]. （原始内容存档于2022-12-18） （日语）.